# Уяр
Уяр — місто (з 1944. Спочатку мало назву станція Клюквєнна), Росія, Адміністративний центр Уярського району Красноярського краю.

## Географія
Місто розташоване на річці Уярка (басейн Єнісею), за 132 км на схід від Красноярська, залізничний вузол на Транссибірській магістралі.
Територія — 58 км².

## Історія
Засноване в 1760 (за іншими даними — в 1734).

## Економіка
- М'ясокомбінат
- Хлібозавод
- АТ «Уяржелєзобєтон»
- Уярський ПМК
- Спортивний комплекс
- Завод з виготволення закису на смегозі та кежлопроточина
- Нафтоналивний термінал
- Проектується нафтопереробний завод потужністю до 150 тисяч тонн бензину[1][2].

## Відомі уродженці
- Авдєєнко Вадим Андрійович — український театральний діяч, заслужений діяч мистецтв України.
- Леонтьєв Олег Костянтинович (1920—1988) — радянський учений-геоморфолог, доктор географічних наук, професор, завідувач кафедри геоморфології (1961—1986) географічного факультету Московського державного університету, заслужений діяч науки РРФСР.
- Скрильников Микола Петрович (* 1926) — заслужений працівник культури РРФСР, заслужений працівник культури УРСР.